# Музей на мотиката
Музеят на мотиката се намира в село Гранит, община Братя Даскалови, област Стара Загора.
Той е първият музей в България и света, където са изложени различни видове мотики и други земеделски сечива и приспособления за обработване на земята от края на XIX и началото на XX век.
Негов създател е художникът Тоню Цанев, който се завръща в родната си къща и в продължение на десетилетие събира експонатите. Също така прави и колекция от музикални и писмени фолклорни произведения, посветени на мотиката. Вдъхновението, както сам заявява, идва от неговата майка.